# Національний парк Млєт
Національний парк Млєт (хорв. Nacionalni park Mljet) – національний парк у Хорватії, який охоплює північно-західну частину острова Млєт, яка простягається на територію площею 5375 гектарів охоронюваної суші, включаючи морську зону шириною 500 м. Ця територія була оголошена національним парком 11 листопада 1960 року завдяки видатному науковцю та академіку Браніміру Гушичу, і стала першою інституціоналізованою спробою збереження первозданної екосистеми в Середземномор’ї.

## Загальні відомості
Національний парк Млєт займає західну третину острова Млєт, від району Чорна колода (Crna klada) до найзахіднішої точки острова – мису Голі. До складу національного парку входять населені пункти Полаче (головна туристична та пасажирська гавань), Говеджарі (до якого належать поселення Бабіне Куче (найстаріше поселення на озерах), Солине (невелике селище біля входу у Велике озеро) і Пристаніште (місце з поштою та адміністрацією національного парку), а також Помена (колишнє рибальське селище мешканців Говеджарі, яке сьогодні має єдиний готель на острові).
Найвидатнішими місцями цього регіону є затоплені морем затоки – Мале та Велике озеро, які являють собою важливий геоморфологічний та океанографічний феномен.

## Рослинний і тваринний світ
Млєт – це справжня скарбниця біорізноманіття. Природа Млєту вирує життям як у зелених лісах, так і в блакитних морських глибинах Національного парку.

### Рослинний світ

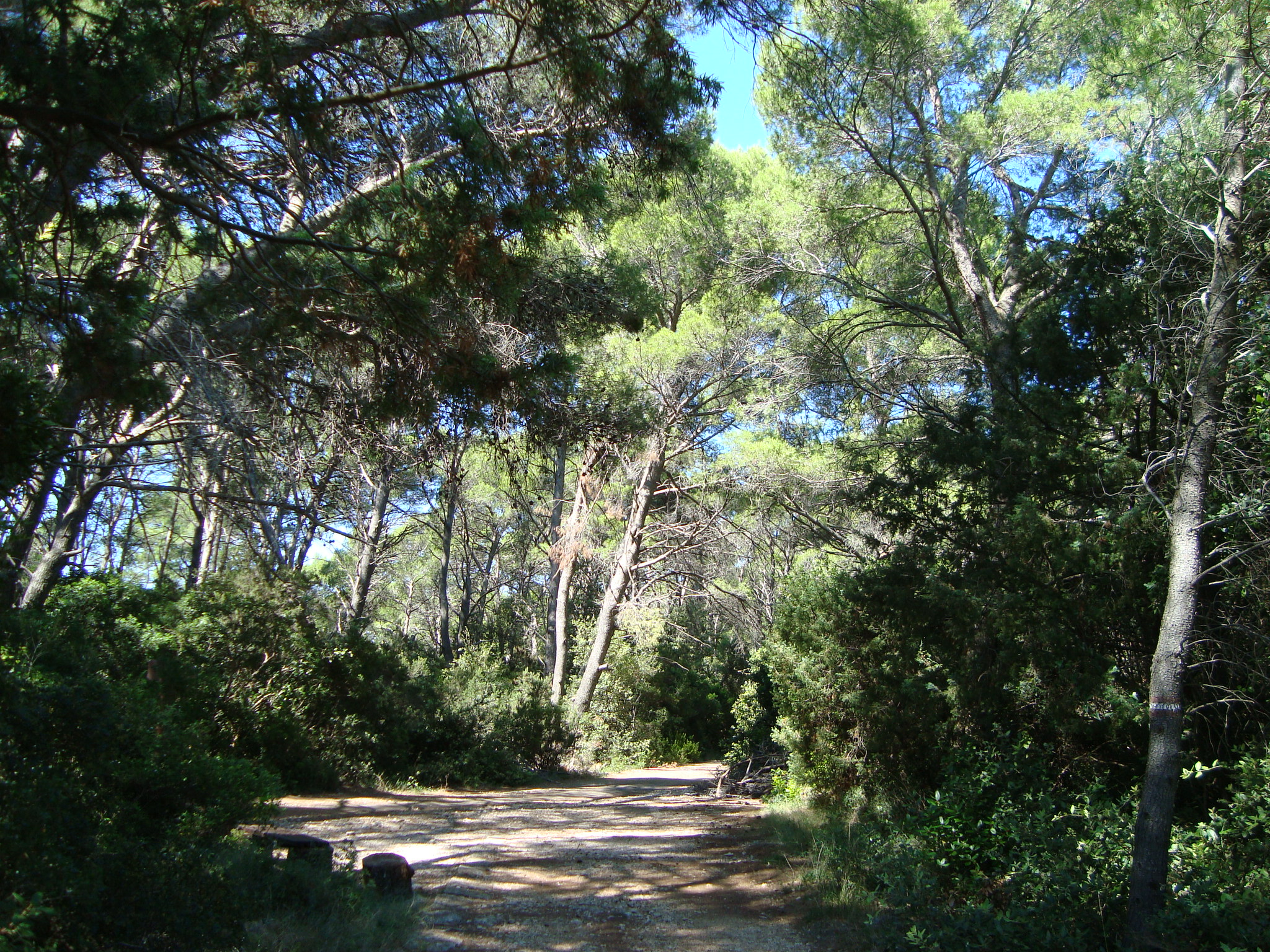
Ліси національного парку Млєт займають понад 90% загальної площі

Ліс алеппської сосни навколо озер вважається найкраще збереженим і найкрасивішим лісом цього виду в усьому Середземномор’ї. А природні ліси дуба кам’яного (чорного дуба) на Млєті, разом із лісом Дундо на острові Раб, є одними з найкраще збережених на Адріатиці.
Млєт багатий численними ендемічними видами, серед яких найвідоміші: дубровницька волошка (лат. Centaurea ragusina), юпітерова борода (лат. Anthyllis barba-jovis) і деревоподібний молочай (лат. Euphorbia dendroides).

### Тваринний світ
Суходіл і підводний світ Національного парку Млєт надзвичайно багаті на природні цінності, збереження яких є пріоритетною метою управління цим заповідним районом. Тут зафіксовано понад 200 строго охоронюваних видів.
Сухопутна фауна острова Млєт значно збідніла після того, як у 1909 році сюди завезли малого індійського мангуста (лат. Herpestes auropunctatus) — хижу тварину, яка знищує змій. Відтоді на Млєті не зустрічаються отруйні змії, однак значно зменшилася популяція іншої дикої фауни. З часом мангусти почали завдавати шкоди місцевому населенню, нападаючи на свійських птиць. Окрім мангуста, на острові живуть великі дикі тварини: дикі свині (лат. Sus scrofa) та лані (лат. Dama dama).
Підводний світ Млєта багатий на різноманітну білу та блакитну рибу, молюсків і ракоподібних. У Великому озері мешкає єдина ендемічна медуза Хорватії — Aurelia Relicta, яка може виростати до пів метра в діаметрі. Вона не має жалких клітин і не є небезпечною.
Світ птахів Млєта надзвичайно багатий і різноманітний, особливо під час міграції. У цей період соснові ліси населяють зяблики (лат. Fringilidae), вільшанки (лат. Erithacus rubecula) і чорні дрозди (лат. Turdus merula). Навесні та влітку можна почути спів солов’я (лат. Luscinia megarhynchos). Через переважно лісові біотопи на острові трапляються види, нехарактерні для хорватських островів, зокрема осоїд євразійський (лат. Pernis apivorus), сіра сова (лат. Strix aluco) та пугач (лат. Bubo bubo). Ще один важливий вид— сапсан (лат. Falco peregrinus), який гніздиться у важкодоступних прибережних районах.
Серед дрібних ссавців на острові зустрічаються польова миша (лат. Apodemus mystacinus), їжак (лат. Erinaceus europeus), кілька видів кажанів (лат. Chiroptera), великий соня (лат. Glis glis), куниця кам'яна (лат. Martes foina) та заєць (лат. Lepus europaeus). Жителями печер є також кажани, що представлені приблизно десятьма видами, значно збагачуючи фауну острова.

## Острівець Святої Марії

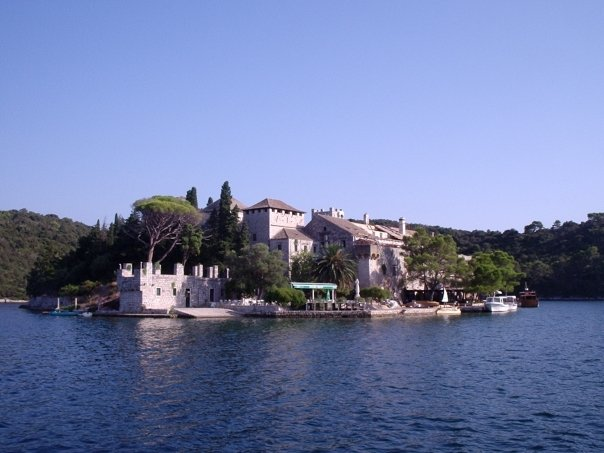
Острівець св. Марії з бенедиктинським монастирем 12 ст.

Найвідвідуванішою пам’яткою Національного парку є бенедиктинський монастир XII століття, розташований у одному з наймальовничіших місць цього регіону – на острівці Святої Марії у Великому озері.
Його будівництво викликало суперечки з місцевими монахами з острова Локрум. Архітектурний ансамбль включає ренесансну двоповерхову будівлю, аркадний внутрішній дворик і оборонну вежу. У монастирі жили відомі діячі науки та мистецтва, зокрема поети Мавро Ветранович і Ігнат Джурджевич, та видатний візантолог Ансельмо Бандурі.
Легенда розповідає, що коли монахи залишали монастир у 1869 році, вони прокляли мешканців острова, виконуючи всі ритуали у зворотному порядку – навіть ходили навколо церкви у напрямку, протилежному руху годинникової стрілки.

## Римський палац в Полаче

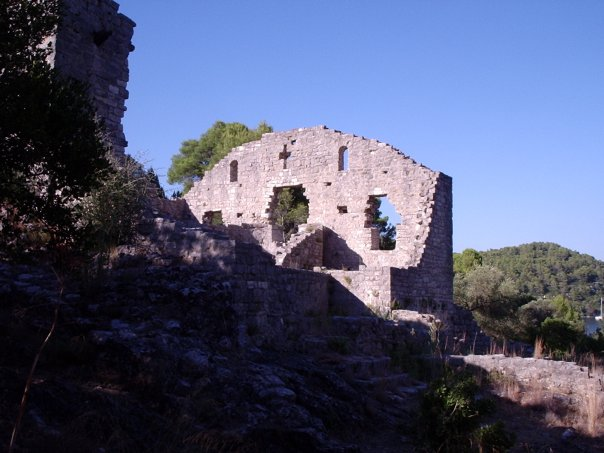
Залишки ранньохристиянської базиліки в Полаче

Римський палац у Полаче – це назва фортифікаційного комплексу, який складається з античного палацу, терм, складів для галер і залишків причалів (нині перебувають під водою). Він розташований у селищі Полаче, в однойменній затоці на острові Млєт.
По всій гавані Полаче, захищеній від сильних вітрів, збереглися залишки колон, до яких швартувалися римські галери. Гавань захищена чотирма островами (Морачник, Тайник, Оврата, Кобрава) та має джерело прісної води, що також вплинуло на розташування палацу. У V столітті цей римський палац приносив річний дохід у розмірі 500 солідів.
Палац на Млєті є третім за розміром і збереженістю римським пам’ятником на хорватському узбережжі Адріатики, поступаючись лише Палацу Діоклетіана в Спліті та Амфітеатру в Пулі.

## Пам’ятки Національного парку Млєт

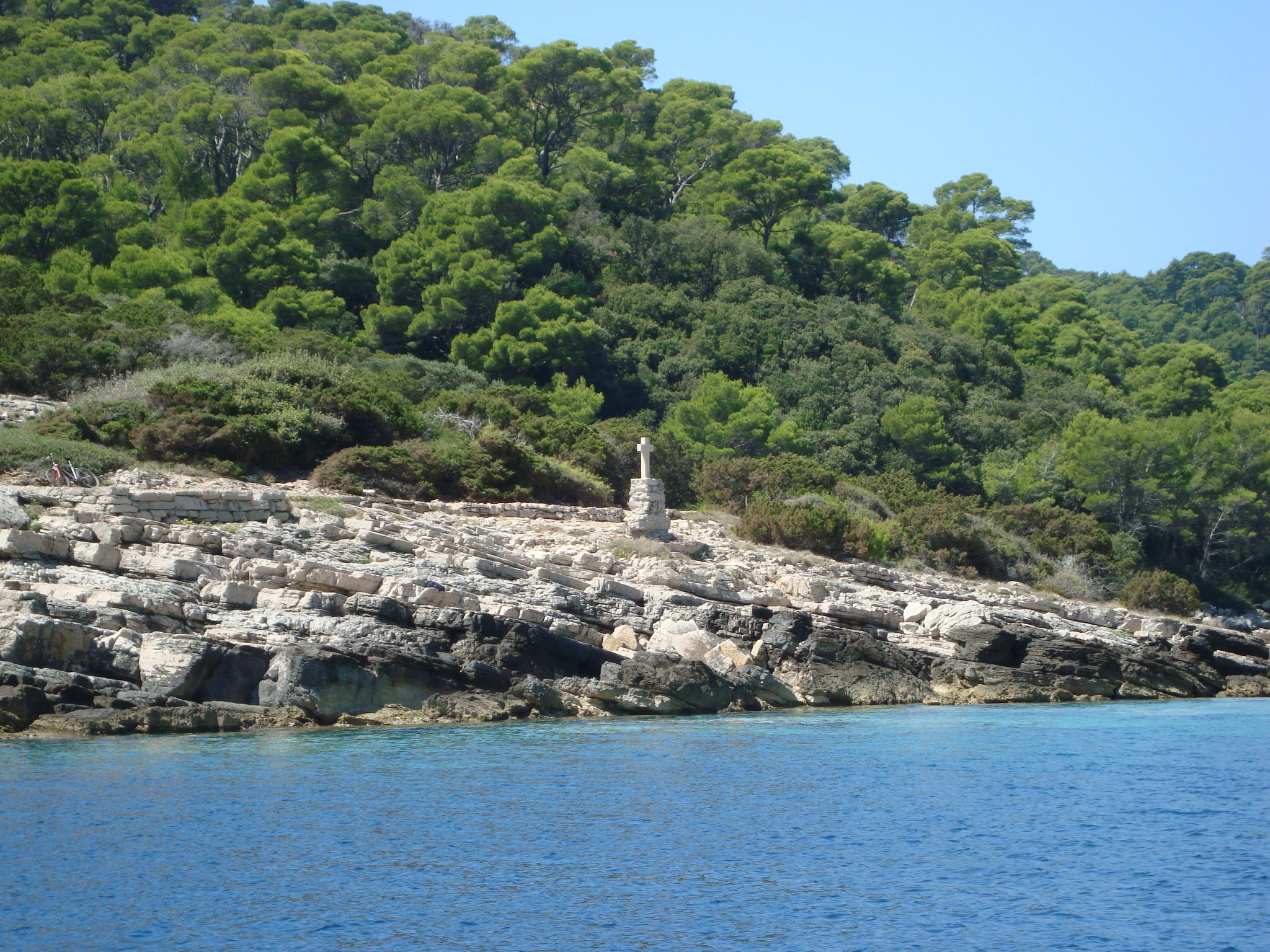
Хрест біля Солінських воріт. Оригінал зберігається на острівці св. Марії на Великому озері

- Первозданні ліси алеппської сосни та дуба;
- Система солоних озер;
- Острівець Святої Марії з монастирем;
- Руїни римського палацу у Полаче;
- Фортеця іллірійців над Великим озером;
- Скельні формації Закамениці, створені морськими хвилями;
- Солінський канал і "Врата Соліна", де бенедиктинці встановили великий кам’яний хрест із написом глаголицею.